# 11859 Danngarcia
11859 Danngarcia eller 1988 SN1 är en asteroid i huvudbältet som upptäcktes den 16 september 1988 av den amerikanska astronomen Schelte J. Bus vid Cerro Tololo. Den är uppkallad efter Dann Garcia.